# بحيرة أفالانش (نيويورك)

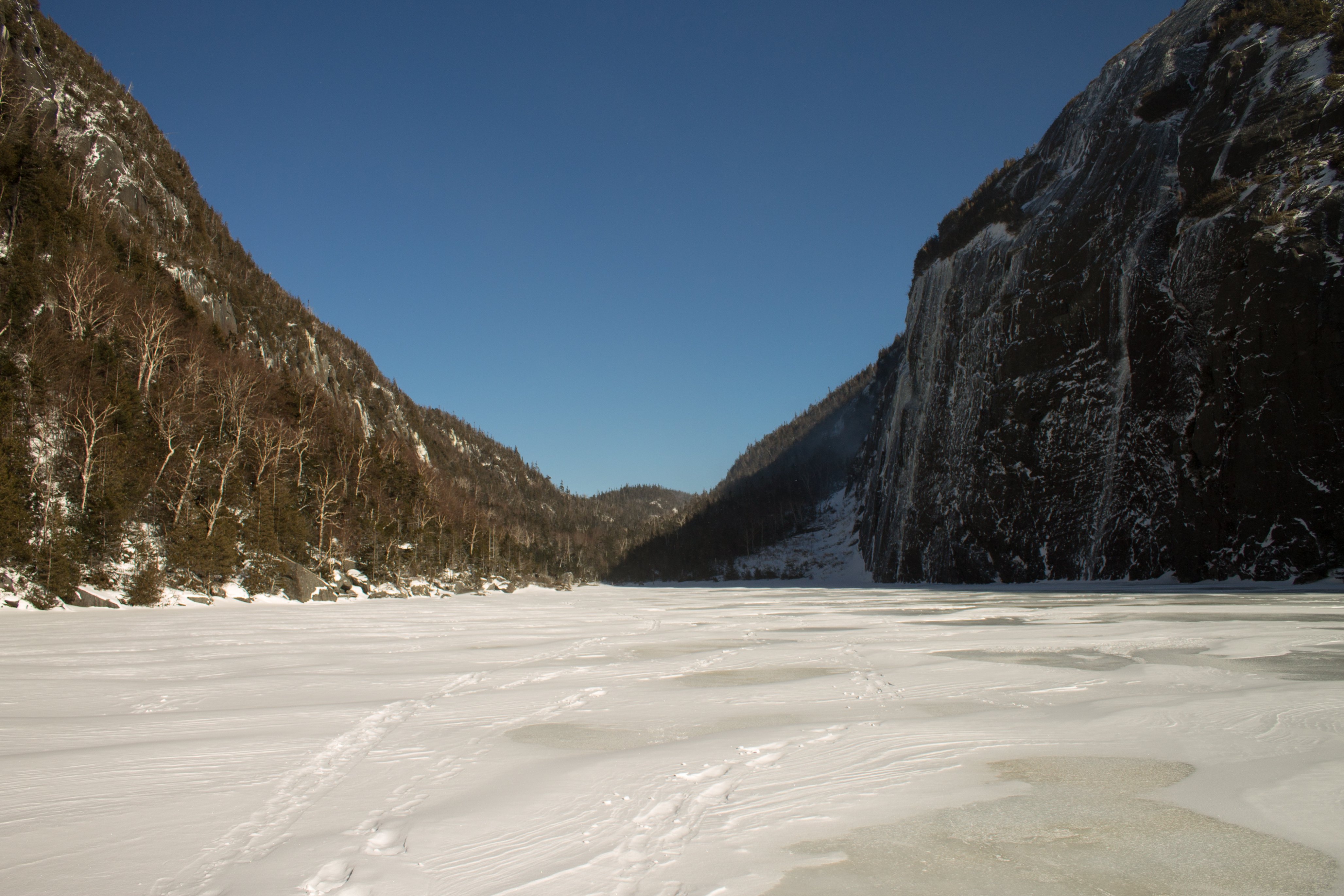
تجمدت بحيرة أفالانش

بحيرة أفالانش، هيبحيرة جبلية تقع في قمم Adirondack High Peaks في نيويورك،تبلغ مساحتها 9 أكر (3.6 ها). تقع بحيرة أفالانش على ارتفاع 2885 قدمًا (879 مترًا) بين 4،714 قدمًا (1437 مترًا) جبل كولدن و 3816 قدمًا (1163 مترًا) جبل أفالانش. يرتفع الجبلان في منحدرات عمودية من سطح البحيرة. تقع سلسلة جبال ماكنتاير إلى الغرب مباشرة من جبل أفالانش (المعروف سابقًا باسم جبل كاريبو) - 5115 قدمًا (1،559 مترًا) ألجونكوين بيك (ثاني أعلى جبل في الولاية)، 4829 قدمًا (1472 مترًا)، قمة الحدود، 4843 قدمًا ( 1،476 م) قمة إيروكوا و 4380 قدمًا (1،335 م) جبل مارشال. يبلغ ارتفاع جبل مارسي 2.5 (4 كم) أميال إلى الشرق. تغذي بحيرة أفالانش بحيرة كولدن إلى الجنوب، في مستجمعات المياه في نهر هدسون. إلى الشمال، الممر المؤدي إلى البحيرة من أديرونداك لوج فوق ممر الانهيار الجليدي، والذي يقع فوق مستوى البحيرة بقليل ولكنه يفصلها عن مستجمعات المياه في بحيرة شامبلين ( نهر سانت لورانس). بعد البحيرة باتجاه بحيرة كولدن ، يختنق الممر بالصخور الكبيرة، وقد تم بناء عدد من السلالم الخشبية لجعل المرور ممكنًا. هناك أيضًا ثلاثة أماكن يسير فيها الممر إلى المنصات الخشبية، التي تم بناؤها لأول مرة في عشرينيات القرن الماضي، والتي يتم تثبيتها مباشرة في وجه الجرف. يُعرف هذا القسم باسم «عقبة ماتيلدا ؛» في عام 1868 عندما خاض مرشد جبل ليحمل أحد زبائنه عبر نقطة مهجورة لايوجد فيها أحد، حثها زوجها على الجلوس على كتفيه .

## تاريخ
يعود تاريخ الاكتشاف الأوروبي للبحيرة إلى فريق مسح أرضي سنة 1833 بقيادة القاضي جون ريتشاردز والرائد روبن سانفورد. كان اسمه من قبل ويليام سي ريدفيلد . حدث الانهيار الجليدي الكبير في يوم 20 أغسطس سنة 1869، مما أدى إلى حدوث عدد كبير من الانهيارات الأرضية على جبل كولدن، وهو الركام الذي أدى إلى ارتفاع في مستوى البحيرة بشكل كبير. تسبب انهيار جليدي آخر في عام 1942 في مزيد من الانزلاقات التي رفعت مستوى البحيرة بمقدار 10 أقدام (3 أمتار).

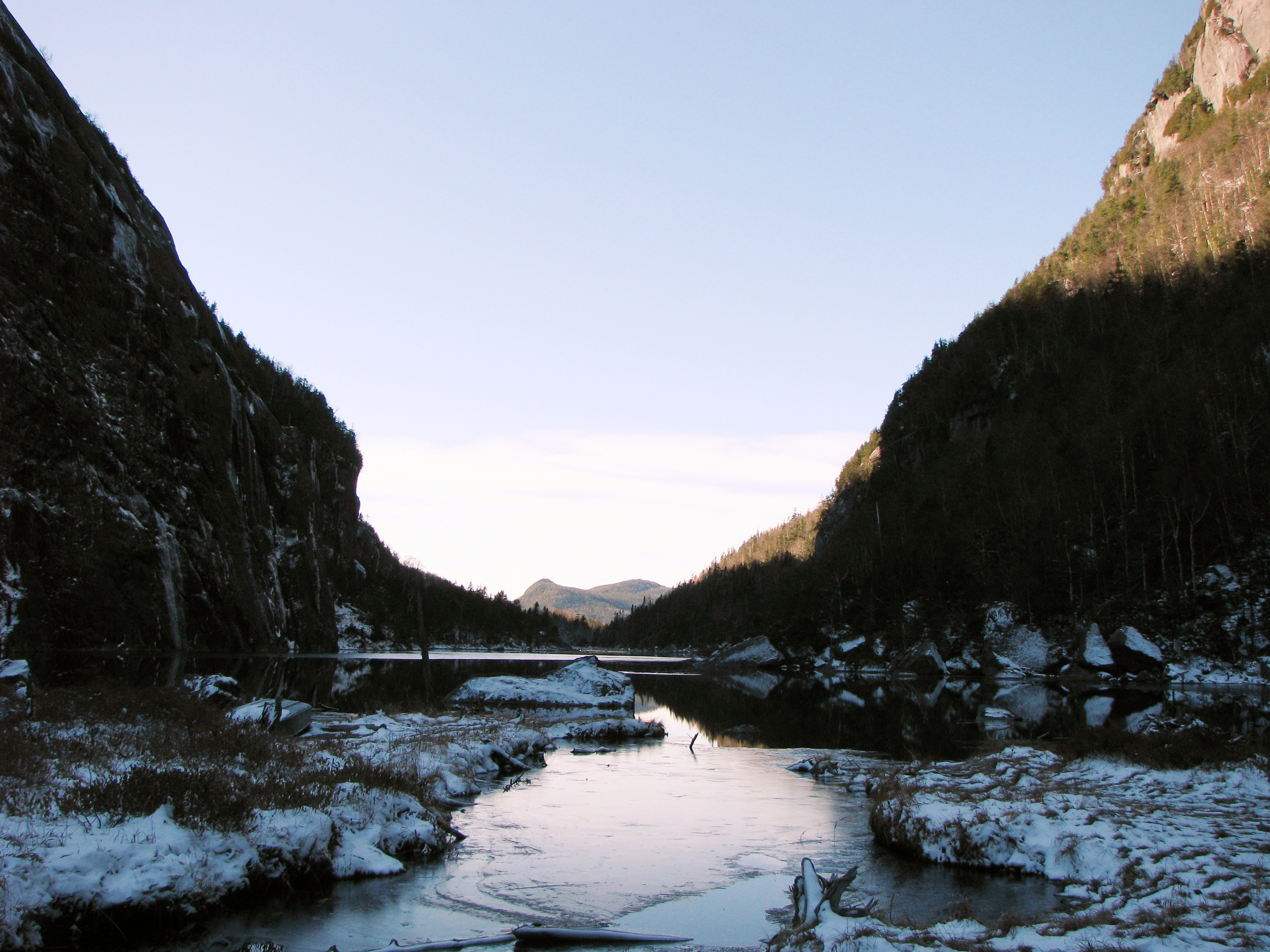
بحيرة أفالانش تنظر إلى الجنوب الغربي ، جبل كولدن ، يسارًا ، جبل أفالانش ، يمينًا ، جبل كالاميتي ، المركز.